# Тур, Фрэнсис де ла
Фрэ́нсис де ла Тур (англ. Frances de la Tour; род. 30 июля 1944 года в Бовингдоне, Великобритания) — британская актриса, наиболее известная по ролям мисс Рут Джонс из ситуационной комедии «Сдаётся комната» (1974—1978) и одноимённого полнометражного фильма 1980 года и мадам Олимпии Максим из двух фильмов о волшебнике Гарри Поттере — «Гарри Поттер и Кубок огня» (2005) и «Гарри Поттер и Дары Смерти: Часть 1» (2010). Также играла Дороти Линтотт в «Любителях истории» (2006), Маргарет Барон в «Большой школе» (2013—2014) и Вайолет Кросби в «Грешниках» (2013—2016).
Обладательница премии «Тони» и трёхкратный лауреат «Премии Лоренса Оливье».

## Биография
Фрэнсис родилась в деревне Бовингдон в английском графстве Хартфордшир, в семье Мойры и Чарльза де ла Тур. У неё есть два брата, Саймон и Энди. Последний стал актёром и сценаристом. Известно, что у Фрэнсис есть французские, греческие и ирландские корни.
Образование актриса получала во Французском лицее и Лондонском драматическом центре.
Театр
После окончания театрального училища в 1965 году она присоединилась к Королевскому шекспировскому театру. В последующие шесть лет актриса исполняла множество небольших ролей в самых разных спектаклях, постепенно подбираясь к более крупным — Хойден из «Неисправимого» и Хелены из «Сна в летнюю ночь».
В семидесятых актриса начала появляться на телевидении. Роли, правда, в основном попадались маленькие. Гораздо больше Фрэнсис везло тогда на театральных подмостках, где она играла Розалинду в «Как вам это понравится» (1975) и Изабеллу в «Белом дьяволе» (1976), а также главное действующее лицо «Гамлета» (1979).
В 1980 она была удостоена «Премии Лоренса Оливье» за роль Стефани в спектакле по пьесе «Дуэт для солиста» и спустя три года вновь получила награду за участие в постановке «Луна для пасынков судьбы». Когда актриса в 1992 года сыграла в спектакле «Когда она танцевала», она стала лауреатом этой почётной премии в третий раз.
В 2006 году, уже успев сыграть на сцене с такими известными актрисами, как Мэгги Смит и Ванесса Редгрейв, Фрэнсис стала обладательницей премии «Тони» за роль миссис Линтотт в театральной постановке «Любители истории». В том же году она вновь появилась в образе своей героини в одноимённом художественном фильме.
Кино и телевидение
Из ранних проектов Фрэнсис на телевидении наиболее примечательна принёсшая ей успех ситуационная комедия «Сдаётся комната» (1974—1978), где она сыграла мисс Рут Джонс. В общей сложности она приняла участие в двадцати четырёх эпизодах. В 1980 году актриса повторила свою роль в одноимённом полнометражном фильме.
В середине восьмидесятых она рассматривалась на роль Седьмого Доктора в культовом британском телесериале «Доктор Кто», но получил её в итоге Сильвестр МакКой.
На данный момент фильмография актрисы насчитывает около семидесяти различных фильмов и сериалов. Среди её полнометражных картин — «Гарри Поттер и Кубок огня» (2005), «Книга Илая» (2010), «Алиса в Стране чудес» (2010), «Гарри Поттер и Дары Смерти: Часть 1» (2010), «Щелкунчик и Крысиный король» (2010), «Хранитель времени» (2011), «На грани сомнения» (2013), «Чем дальше в лес» (2014), «Мистер Холмс» (2015), «Леди в фургоне» (2016) и «Алиса в Зазеркалье» (2016). Среди сериалов с её участием — «Пуаро» (2004), «Воскрешая мёртвых» (2004), «Мисс Марпл Агаты Кристи» (2006), «Новые трюки» (2006) и «Чужестранка» (2016).
Недавно Фрэнсис исполнила яркие роли в популярных британских ситуационных комедиях «Большая школа» (2013—2014) и «Грешники» (2013—2016).

## Личная жизнь
Некоторое время актриса была замужем за актёром Томом Кемпински.
У Фрэнсис де ла Тур есть двое детей — сын и дочь.

## Избранная фильмография
| Год       |   | Русское название                    | Оригинальное название                        | Роль                        |
| --------- | - | ----------------------------------- | -------------------------------------------- | --------------------------- |
| 1974—1978 | с | Сдаётся комната                     | Rising Damp                                  | мисс Рут Джонс              |
| 1980      | ф | Сдаётся комната                     | Rising Damp                                  | мисс Рут Джонс              |
| 1999      | ф | Вишнёвый сад                        | The Cherry Orchard                           | Шарлотта Ивановна           |
| 2004      | ф | Пуаро Агаты Кристи                  | Agatha Christie's Poirot                     | Саломе Оттербурн            |
| 2004      | с | Воскрешая мёртвых                   | Waking the Dead                              | Элис Тейлор-Гарнетт         |
| 2005      | ф | Гарри Поттер и Кубок огня           | Harry Potter and the Goblet of Fire          | Олимпия Максим              |
| 2006      | с | Мисс Марпл Агаты Кристи             | Agatha Christie's Marple                     | миссис Мод Дейн Калтроп     |
| 2006      | с | Новые трюки                         | New Tricks                                   | профессор Стайлс            |
| 2006      | ф | Любители истории                    | The History Boys                             | Дороти Линтотт              |
| 2009      | ф | Книга Илая                          | The Book of Eli                              | Марта                       |
| 2010      | ф | Гарри Поттер и Дары Смерти: Часть 1 | Harry Potter and the Deathly Hollows: Part 1 | Олимпия Максим              |
| 2010      | ф | Алиса в стране чудес                | Alice in Wonderland                          | тётя Имогена                |
| 2010      | ф | Щелкунчик и Крысиный Король         | The Nutcracker                               | Крысиная королева, фрау Эва |
| 2011      | ф | Хранитель времени                   | Hugo                                         | мадам Эмили                 |
| 2013      | ф | На грани сомнения                   | Suspension of Disbelief                      | Неста                       |
| 2013—2014 | с | Большая школа                       | Big School                                   | Маргарет Барон              |
| 2014      | ф | Чем дальше в лес                    | Into the Woods                               | Великанша                   |
| 2015      | ф | Мистер Холмс                        | Mr. Holmes                                   | мадам Ширмер                |
| 2015      | ф | Леди в фургоне                      | The Lady in the Van                          | Урсула Вон-Уильямс          |
| 2015      | ф | Уже скучаю по тебе                  | Miss You Already                             | Джилл                       |
| 2016      | ф | Алиса в Зазеркалье                  | Alice Through the Looking Glass              | тётя Имогена                |
| 2016      | с | Чужестранка                         | Outlander                                    | матушка Хильдегард          |
| 2013—2016 | с | Грешники                            | Vicious                                      | Вайолет Кросби              |
| 2018—2018 | с | Ярмарка тщеславия                   | Vanity Fair                                  | мисс Матильда Кроули        |
| 2020      | ф | Энола Холмс                         | Enola Holmes                                 | бабушка Тьюксбери           |